# Amblytelus
Amblytelus é um gênero de insetos coleópteros adéfagos pertencente à família dos carabídeos, que inclui os besouros-bombardeiros, caracterizados por antenas filiformes, capacidade de predação, segmentos abdominais visíveis, tarsos pentâmeros e sedas na parte apical das asas membranosas. O gênero apresenta em torno de 43 espécies representantes de distribuição geográfica desde o sudoeste da Austrália seguindo costeiramente a Queensland oriental. Uma grande parte de suas espécies seria descoberta recentemente.

## Espécies
- Amblytelus balli Baehr, 2004
- Amblytelus barringtonensis Baehr, 2004
- Amblytelus bathurstensis Baehr, 2004
- Amblytelus bellorum Baehr, 2004
- Amblytelus bistriatus Baehr, 2004
- Amblytelus brevis Blackburn, 1892
- Amblytelus brunnicolor Sloane, 1898
- Amblytelus calderi Baehr, 2004
- Amblytelus castaneus Baehr, 2004
- Amblytelus cooki Baehr, 2004
- Amblytelus curtus (Fabricius, 1801)
- Amblytelus discoidalis Blackburn, 1891
- Amblytelus doyeni Baehr, 2004
- Amblytelus fallax Baehr, 2004
- Amblytelus geoffreyorum Baehr, 2004
- Amblytelus gloriosus Baehr, 2004
- Amblytelus handkei Baehr, 2004
- Amblytelus inornatus Blackburn, 1891
- Amblytelus karricola Baehr, 2004
- Amblytelus lawrencei Baehr, 2004
- Amblytelus leai Sloane, 1898
- Amblytelus longior Baehr, 2004
- Amblytelus longipennis Baehr, 2004
- Amblytelus marginicollis Sloane, 1911
- Amblytelus matthewsi Baehr, 2004
- Amblytelus meyeri Baehr, 2004
- Amblytelus minutus Macleay, 1871
- Amblytelus monteithi Baehr, 2004
- Amblytelus montiscampi Baehr, 2004
- Amblytelus montiswilsoni Baehr, 2004
- Amblytelus montorum Baehr, 2004
- Amblytelus neboissi Baehr, 2004
- Amblytelus niger Sloane, 1920
- Amblytelus observatorum Baehr, 2004
- Amblytelus pseudepelyx Baehr, 2004
- Amblytelus rugosifrons Baehr, 2004
- Amblytelus simsoni Sloane, 1920
- Amblytelus sinuatus Blackburn, 1892
- Amblytelus spurgeoni Baehr, 2004
- Amblytelus striatus Sloane, 1920
- Amblytelus temporalis Baehr, 2004
- Amblytelus walfordi Baehr, 2004
- Amblytelus weiri Baehr, 2004